# دي أل القابضة
تأسست دايلام الصناعية في عام 1939 ، وكانت مجموعات إي & سي (الهندسة والبناء) والبتروكيماويات التابعة لها هي الشركة الرائدة في تكتل شركات أعمال دايلام ( تشايبول ).
تشمل الحقول التي تغطيها دايلام الصناعية باعتبارها واحدة من أفضل شركات إي بي سي في آسيا إلى الشرق الأوسط التي تشمل مجالات الغاز وتكرير البترول والكيماويات والبتروكيماويات ومحطات الطاقة والطاقة والبناء والإسكان والأعمال المدنية والمرافق الصناعية.
تعتبردي أل جروب واحدة من أكبر وأكبر شركات التشايبول في كوريا الجنوبية.
تمتلك دايلام جروب 17 شركة فرعية تحت مظلتها ، والتي تشمل دايلام الصناعية (قسم الإنشاءات) ، و دايلام الصناعية (قسم البتروكيماويات) ، و شركة دايلام ، التي تتعامل مع تجارة واستيراد وتصدير المنتجات البتروكيماوية ، و دايلام موتورز ، التي تصنع الدراجات النارية ومكونات السيارات ، شركة كوريا للتنمية ، وهي شركة إنشاءات تتولى مشاريع كبرى في كوريا ، شركة سامهو ، وهي شركة إنشاءات تتولى أيضًا مشاريع البناء الكورية الكبرى ، يوشون أن سي سي ، كيه أر سي سي ، البوليمارات ، دايلام للخرسانة ، دايلام أي&أس، جامعة دايلام ، متحف دايلام للفنون المعاصرة ، أورا للمنتجعات آند كونتري كلوب وسلسلة فنادق جلاد.

## تاريخ
بدأت مجموعة دايليم للصناعات هذا المشروع في عام 1962 من جيونج سانج نام دو. 

## الخبرة الرئيسية (حديثة)
- إجمالي أكثر من 60 مشروع طاقة بقدرة 50 جيجاوات وأكثر من 80 مشروع هيدروكربوني وصناعي في جميع أنحاء العالم.
- في عام 2013 ، مُنحت دايليم مشروع محطة طاقة ماليزيا 3 أمبير 1200 ميجاوات (1.2 مليار دولار أمريكي) ومشروع توسعة مصفاة صحار العمانية (1 مليار دولار أمريكي).

وتشمل مشاريع البناء التي نفذتها المجموعة جسر سيبونغ وجسر جيوبوكسيون وجسر تشيونغ بوونغ وجسر تيمبورونغ في بروناي .

## روابط خارجية
- DL القابضة
- شركة دايليم
- دايليم موتورز المملكة المتحدة - دراجات بخارية ، دراجات بخارية ، دراجات بخارية ، موزعون في المملكة المتحدة
- شركة تطوير كوريا
- Samho International Co.، Ltd.
- دايليم موتور
- دايليم موتورز الولايات المتحدة الأمريكية نسخة محفوظة 23 يناير 2021 على موقع واي باك مشين. ، موزعين في الولايات المتحدة
- شركة دايليم للمنتجات الخرسانية المحدودة
- دايليم I&S
- منتجع أورا نسخة محفوظة 5 أغسطس 2020 على موقع واي باك مشين.
- مؤسسة ديليم التعليمية
- متحف ديليم للفن المعاصر
- شركة Daelim H&L Co.، Ltd.